# Prêmio TVyNovelas de 2003
21º Prêmio TVyNovelas

Novela: 

La Otra
Atriz: 

Yadhira Carrillo
Ator: 

Juan Soler
O Prêmio TVyNovelas 2003 foi a 21ª edição do Prêmio TVyNovelas, prêmio entregue pela revista homônima aos melhores artistas e produções da televisão mexicana referente ao ano de 2002. O evento ocorreu na Cidade do México. Foi transmitido pela emissora mexicana Canal de las Estrellas e apresentado pelo apresentador Marco Antonio Regil e pela atriz e modelo Rebecca de Alba.